# Filip Menzel
Filip Menzel (* 22. listopadu 1970 Praha) je český herec, režisér a výtvarník. V dětství zazářil v titulní roli filmu Mrkáček Čiko. Později vystudoval Pražskou konzervatoř a poté přešel do Divadla v Dlouhé, kde působil šest let. Jako režisér točil především dokumenty o slavných osobnostech.
S režisérem Jiřím Menzlem není příbuzný. Je vnukem malíře Františka Emlera. V 90. letech se spřátelil s Miki Volkem a začal natáčet jeho filmový portrét; po Volkově předčasné smrti vyrobil z natočeného materiálu ve spolupráci s Igorem Chaunem dokument Nesmrtelný život a smrt Mikiho Volka.
Z uměleckých aktivit se soustřeďuje hlavně na výtvarné umění, vytváří osobitě expresivní a vášnivě barevné kompozice, především rozměrné olejomalby. Za sebou má několik výstav a jeho díla lze nalézt v mnoha sbírkách v Česku i v zahraničí.

## Filmografie

### Herec
Kriminálka Anděl,  VI (11) (2021)
- Klíč svatého Petra (2023)
- Buko (2022)
- Národní třída (2019)
- Rapl (seriál, 2016)
- Gansgter Ka: Afričan (2015)
- Cirkus Bukowsky (seriál, 2014)
- Máj (2008) – varhaník
- Kulihrášek a zakletá princezna (1995)
- Mutters Courage (1995)
- Trnová koruna z pampelišek (1993)
- Kdyby tisíc klarinetů (divadelní záznam, 1991)
- Největší z Pierotů (seriál, 1990)
- Jak je důležité míti Filipa (1989)
- Bloudění orientačního běžce (1986)
- Operace mé dcery (1986)
- Koloběžka první (1984)
- Mrkáček Čiko (1982) – Čiko

### Režisér
- Legalizace.cz (2008)
- Příběhy slavných – Klaunova antická tragédie[3] (2004)
- To je Waldemar! (2002)
- Osudy hvězd – Růže zánovní... Gabriela Hyrmanová (2000)
- Osudy hvězd – Hvězdné zatmění... Monika Kvasničková (1999)
- Veselé vánoční hody (1999)
- Nesmrtelný život a smrt Mikiho Volka, rokenrolového krále (1997) – spolurežie s Igorem Chaunem